# مشرع ابن عبو
مشرع بن عبو هي قرية في إقليم سطات ضمن جهة الشاوية ورديغة بالغرب المغربي. كان مجموع عدد سكان الجماعة القروية مشرع بن عبو 8.752 نسمة.(تعداد السكان الرسمي 2004)